# CittàMercato
CittàMercato è stato il marchio di una catena di ipermercati italiani fondata dal Gruppo Rinascente.

## Strategia e sviluppo
La costruzione di ipermercati CittàMercato comportava quasi sempre alla collocazione nelle gallerie commerciali dei marchi Upim, Bricocenter, Croff e Trony che facevano parte anch'essi del Gruppo Rinascente, in modo da assicurarsi le grandi superfici di vendita all'interno dei centri e quindi garantirsi una specie di monopolio commerciale. Non mancarono semplici affiliazioni da parte di alcuni supermercati anche di dimensioni medio-piccole.

## Storia
Il Gruppo Rinascente guidato dalla Famiglia Agnelli, per rispondere all'apertura di ipermercati e centri commerciali da parte del Gruppo Montedison-Standa, si attivò nella costruzione di un primo ipermercato con galleria commerciale a Concesio, in provincia di Brescia. Il centro fu il primo ad adottare il nuovo marchio "La Rinascente Città Mercato": si estendeva su un'area di 65000 m², dei quali 13000 m² coperti, e fu inaugurato il 20 settembre 1972, con apertura al pubblico il giorno seguente.
Il successo di questa unità pilota rispetto agli altri marchi del gruppo convinse la Rinascente ad aprire altri ipermercati negli anni seguenti. Il 20 marzo 1975 aprì a Roncadelle, sempre in provincia di Brescia, un centro che si sviluppava su un'area coperta di 12800 m² con 1200 posti auto. Il 26 novembre dello stesso anno fu aperto un altro a Bussolengo, provincia di Verona, che si sviluppava su un'area di 16000 m² con 1300 posti auto.
Nel 1976, seguirono altri centri a Bergamo e Merate, in provincia di Lecco. All'inizio del 1981, si attivò un altro ipermercato a Rho, in provincia di Milano, con una superficie coperta di 5000 m², seguito, nel 1983, da un altro a Venaria, in provincia di Torino, che fu il primo ad avere affiancato un Bricocenter. Il 25 settembre 1986, fu aperta una nuova unità commerciale a Rivoli, anch'essa in provincia di Torino.
Nel 1989, si ebbero tre aperture a Padova, Vimodrone, provincia di Milano, e Misterbianco, in provincia di Catania.
L'anno successivo, furono aperti i centri di Palermo, di Sassari e di Pompei, in provincia di Napoli.
Nel 1991, si inaugurarono i centri di Curno (provincia di Bergamo) e Nerviano (provincia di Milano), che sostituì l'ipermercato di Rho, mentre nel 1992 si aprirono le unità di Mugnano, provincia di Napoli, e di Cagliari-Santa Gilla. Nel 1993, ci fu l'apertura del centro di Cinisello Balsamo, in provincia di Milano, e di quello di Olbia.
Nel 1994, si aprirono Cagliari-Marconi e Mazzano, in provincia di Brescia.
L'anno seguente aprì il centro di Vicenza, mentre il 20 marzo 1996 aprì la nuova area di Roncadelle, che sostituì la precedente sviluppandosi su una superficie coperta di 45000 m². Nel 1999, aprirono le unità di Roma-Collatina e di Taranto.

### Fiordaliso
Il 9 settembre 1992, fu inaugurato il centro commerciale a Rozzano, in provincia di Milano, frutto di un accordo al 50% fra il Gruppo Rinascente e il Gruppo Finiper. Il centro fu la prima unità "all'americana" del gruppo Rinascente: si sviluppava su un'area di oltre 42000 m² coperti e, oltre all'ipermercato vero e proprio che occupava un'area coperta di 12000 m² e che utilizzava il marchio Iper di Finiper, ospitava altri magazzini del gruppo Rinascente, come Trony, Bricocenter e Croff. La Rinascente deteneva inoltre la gestione della galleria commerciale con settanta negozi specializzati e altri servizi.
Oggi la galleria di questo centro commerciale è di Galleria Verde Srl, prima passata sotto Gallerie Commerciali Auchan, mentre l'ipermercato rimane sotto marchio Iper.

### Joyland - La città degli acquisti
Nel 1994, furono rilevati due centri nelle Marche, precisamente ad Ancona e Fano, in provincia di Pesaro. Diversamente dagli altri centri sparsi per l'Italia gestiti da Rinascente, per l'ipermercato fu impiegata l'insegna Joyland.

### Accordo con Auchan
Auchan, dopo l'alleanza tecnica e finanziaria stipulata con il Gruppo Rinascente nel 1997, procedette alla trasformazione di tutti gli ipermercati ad insegna CittàMercato e Joyland che furono progressivamente convertiti nel marchio Auchan. Il centro commerciale di Roma-Casal Bertone ebbe subito la nuova denominazione, mentre il primo a essere convertito fu quello di Venaria Reale, nel settembre 1998. Nel 2000, la conversione spettò ai centri di Curno e di Bergamo (6 novembre) e a quella di Roncadelle (9 novembre), per poi concludersi l'anno successivo.
Dal 29 novembre 2013 il gruppo Auchan rispolverò il marchio CittàMercato per impiegarlo nell'ipermercato di Catania - La Rena che fu ridimensionato sia nella metratura sia nell'assortimento per focalizzarlo principalmente sull'alimentare. L'ipermercato rimase attivo per circa cinque anni, quando, il 30 aprile 2018, il gruppo Auchan decise di chiuderlo.

## Loghi storici

1976[25]-1991
1991-1997
1997-2000
2013-2018